# 대한민국 상법 제358조의2
대한민국 상법 제358조의2는 주권의 불소지에 대한 상법 회사법의 조문이다.

## 조문
제358조의2 (주권의 불소지) ① 주주는 정관에 다른 정함이 있는 경우를 제외하고는 그 기명주식에 대하여 주권의 소지를 하지 아니하겠다는 뜻을 회사에 신고할 수 있다.

② 제1항의 선고가 있는 때에는 회사는 지체없이 주권을 발행하지 아니한다는 뜻을 주주명부와 그 복본에 기재하고, 그 사실을 주주에게 통지하여야 한다. 이 경우 회사는 그 주권을 발행할 수 없다.

③ 제1항의 경우 이미 발행된 주권이 있는 때에는 이를 회사에 제출하여야 하며, 회사는 제출된 주권을 무효로 하거나 명의개서대리인에게 임치하여야 한다.

④ 제1항 내지 제3항의 규정에 불구하고, 주주는 언제든디 회사에 대하여 주권의 발행 또는 반환을 청구할 수 있다.

第358條의2 (株券의 不所持) ① 株主는 定款에 다른 정함이 있는 경우를 제외하고는 그 記名株式에 대하여 株券의 소지를 하지 아니하겠다는 뜻을 會社에 申告할 수 있다.

②第1項의 申告가 있는 때에는 會社는 지체없이 株券을 발행하지 아니한다는 뜻을 株主名簿와 그 複本에 기재하고, 그 사실을 株主에게 통지하여야 한다. 이 경우 會社는 그 株券을 발행할 수 없다.

③第1項의 경우 이미 발행된 株券이 있는 때에는 이를 會社에 제출하여야 하며, 會社는 제출된 株券을 無效로 하거나 名義改書代理人에게 任置하여야 한다.

④第1項 내지 第3項의 規定에 불구하고 株主는 언제든지 會社에 대하여 株券의 발행 또는 반환을 請求할 수 있다.